# Andrzej Gieysztor
Andrzej Gieysztor (ur. 13 stycznia 1941, zm. 29 września 1989 w Raciborzu) – polski kierowca i pilot rajdowy, syn profesora Aleksandra Gieysztora i Ireny Gieysztorowej.
W latach 1967–1971 był pilotem A. Nasłońskiego oraz Jerzego Bachtina w Rajdowych Mistrzostwach Polski, zwyciężając w klasyfikacji generalnej klasy I mistrzostw w latach 1969–1970. W latach 1968–1969 oraz 1971 brał udział w Rajdzie Polski.
29 września 1989 zginął w wypadku samochodowym w Raciborzu-Brzeziu. Był kierowcą samochodu, którym jechali dziennikarze programu telewizyjnego Sonda – Andrzej Kurek i Zdzisław Kamiński (także ponieśli śmierć w tym wypadku).